# Мехерних
Мехерних (њем. Mechernich) град је у њемачкој савезној држави Северна Рајна-Вестфалија. Једно је од 11 општинских средишта округа Ојскирхен. Према процјени из 2010. у граду је живјело 27.441 становника. Посједује регионалну шифру (AGS) 5366028, NUTS (DEA28) и LOCODE (DE MCI) код.

## Географски и демографски подаци
Мехерних се налази у савезној држави Северна Рајна-Вестфалија у округу Ојскирхен. Град се налази на надморској висини од 188 – 525 метара. Површина општине износи 136,4 km². У самом граду је, према процјени из 2010. године, живјело 27.441 становника. Просјечна густина становништва износи 201 становника/km².

## Међународна сарадња
| Мјесто | Држава    | Врста сарадње | Од    |
| ------ | --------- | ------------- | ----- |
|        | Француска | партнерство   | 1967. |
| Извор  |           |               |       |